# Krško
 Ovo je glavno značenje pojma Krško. Za druga značenja pogledajte Krško (razdvojba).
Krško (njem. Gurkfeld), grad je i središte istoimene općine u istočnoj Sloveniji. Najpoznatiji je po Nuklearnoj elektrani Krško, koja se nalazi 3 km nizvodno od grada.

## Zemljopis
Krško se nalazi u istočnome dijelu Slovenije, na rijeci Savi, dvadesetak kilometara od granice s Hrvatskom, upravno pripada pokrajini Dolenjskoj i statističkoj regiji Donjoposavskoj.

## Stanovištvo
Prema popisu stanovništva iz 2002. godine Krško je imalo 6 994 stanovnika.

## Ime
Ime grada izvedeno je iz imena rijeke Krke, izvorni njemački naziv grada je Gurckfeld.

## Poznate osobe
- Stanislav Kos, knjižničar

## Sport
- Božično-novoletni futsal turnir KRŠKO / Prednovoletni futsal turnir KRŠKO

## Vanjske poveznice
- Službena stranica grada (slov.)